# Yvon Bourges
Yvon Bourges (Pau, Pirineus Atlàntics, 29 de juny de 1921 - París, 18 d'abril de 2009) fou un polític i advocat francès. Es llicencia en dret a Rennes. Fou governador a l'Àfrica Equatorial Francesa el 1958, diputat per la Unió per la Nova República per Ille i Vilaine de 1962 a 1978, i senador pel Reagrupament per la República de 1980 a 1998. També fou alcalde de Dinard el 1962-1967 i 1971-1989 i conseller general de Dinard de 1964 a 1988.
Ocupà càrrecs a nivell estatal. Ha estat secretari d'estat de recerca científica (1965-1966), d'informació (1966-1967) i d'afers estrangers (1968-1972), i després ministre de comerç amb Pierre Messmer el 1971-1972 i de defensa amb Jacques Chirac el 1975. Després de les eleccions regionals franceses de 1986 fou elegit president del Consell Regional de Bretanya, càrrec que ocupà fins al 1998.